# Bernhardiplatz
Der Bernhardiplatz ist ein als Grünanlage im Leipziger Ortsteil Neustadt-Neuschönefeld gelegener Platz.

## Lage
Der Bernhardiplatz liegt in dem von der Lilienstraße, der Bergstraße und der Hermann-Liebmann-Straße umschlossenen Bereich, unmittelbar aber nur an die Lilienstraße angrenzend. Zugänge existieren auch von den anderen beiden Straßen und von der Marcusgasse (bis 2001 An der Rietzschke).

## Geschichte
Bis gegen Ende des 19. Jahrhunderts war das Gebiet Uferzone der Östlichen Rietzschke, einem bis dahin linken Nebenfluss der Parthe. Dabei floss die Rietzschke vor dem nach Norden leicht ansteigenden Gelände, während das Terrain nach Süden eben war. In den 1890er Jahren wurde die Rietzschke in diesem Stadtbereich überwölbt und als Abwasserkanal für die umliegenden Wohngebiete genutzt. Im Hungerjahr 1917 wurde das Gelände zum Gemüse- und Kartoffelanbau verpachtet, bevor 1925 der südliche Teil an der Lilienstraße zum Schmuckplatz gestaltet und als Lilienplatz der Öffentlichkeit übergeben wurde.

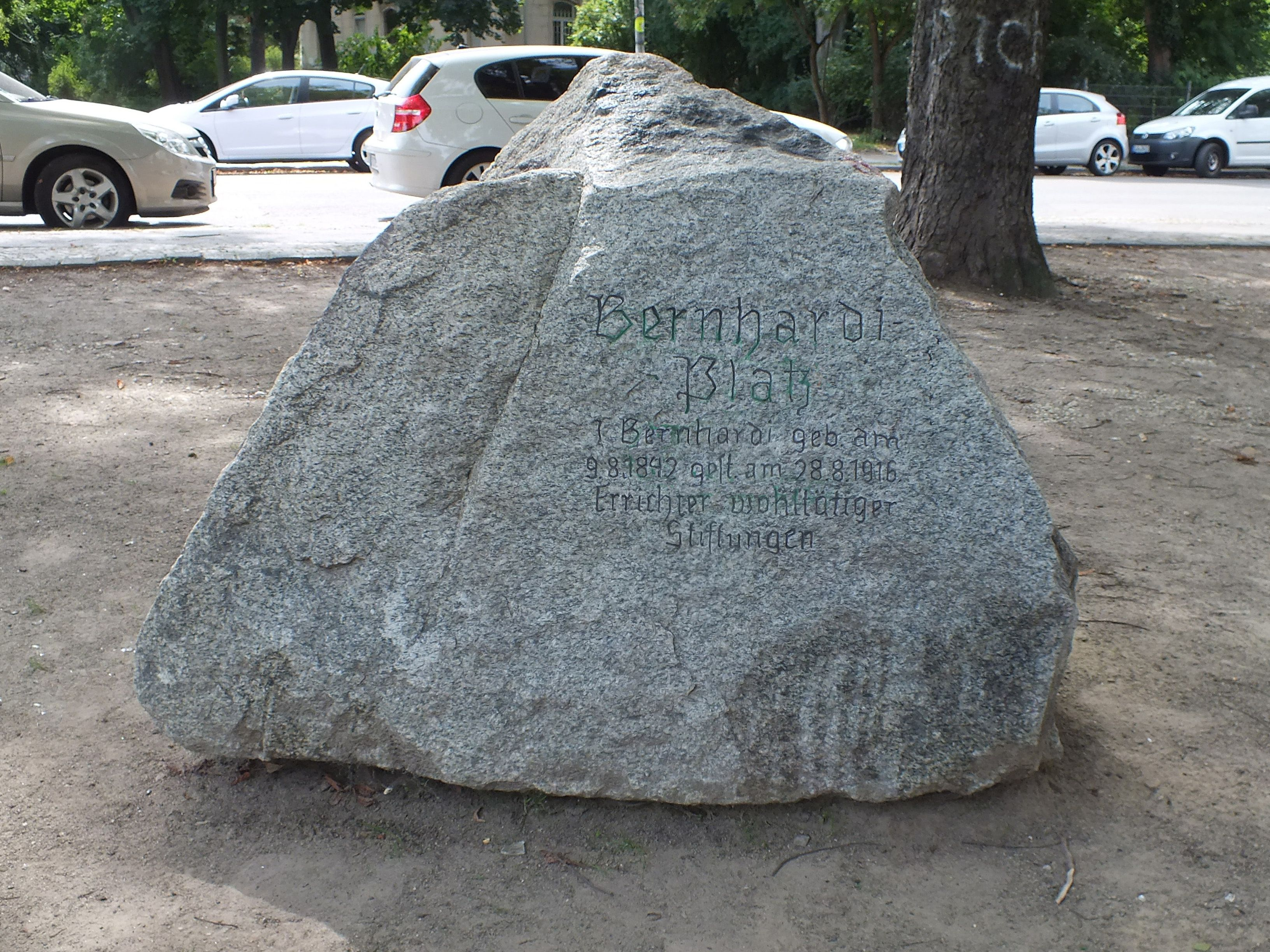
Gedenkstein für Bernhardi

1932 erhielt der Platz den Namen Bernhardiplatz nach Isidor Bernardi (1842–1916). Bernhardi, aus Ebersbach stammend, hatte in Leipzig einen Vertrieb von Arzneikräutern und war ehrenamtlich als städtischer Armenpfleger aktiv. Zu seinem Tode stiftete er der Stadt Leipzig ein Grundstück an der Nordseite der Bergstraße, also nahe dem Lilienplatz, im Wert von 250.000 Mark, dessen Pachterlöse für wohltätige Zwecke eingesetzt werden sollten. 1932 wurde am Parkeingang als Gedenkstein an ihn ein schlichter Granitfindling aufgestellt, der inzwischen unter Denkmalschutz steht.
Der Bernhardiplatz wurde schrittweise vergrößert und verschönert. Zuletzt war der Platz im Integrierten Stadtentwicklungskonzept Leipziger Osten einbezogen.

## Beschreibung

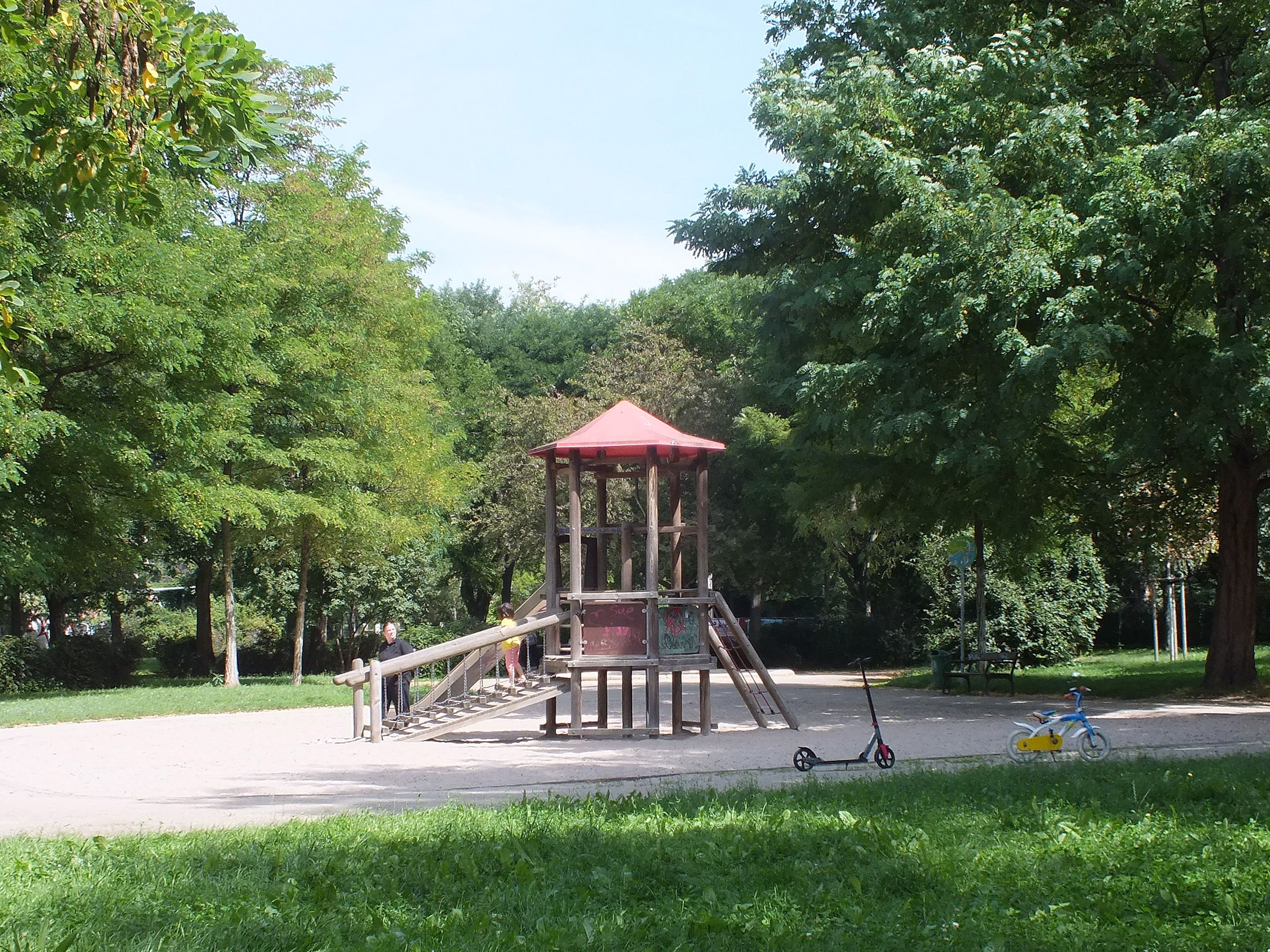
Kletter- und Rutschturm
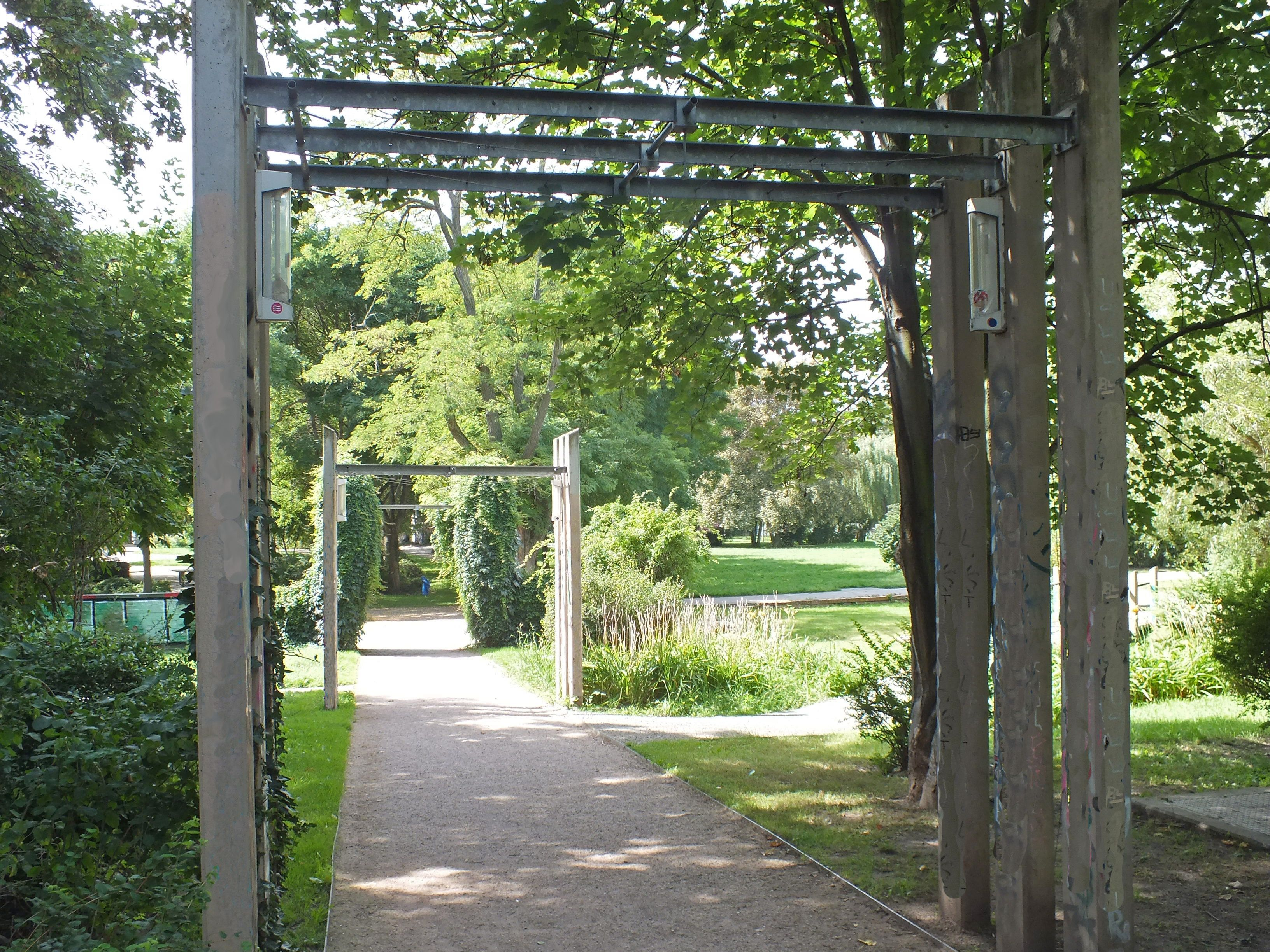
Zugang von der Hermann-Liebmann-Straße
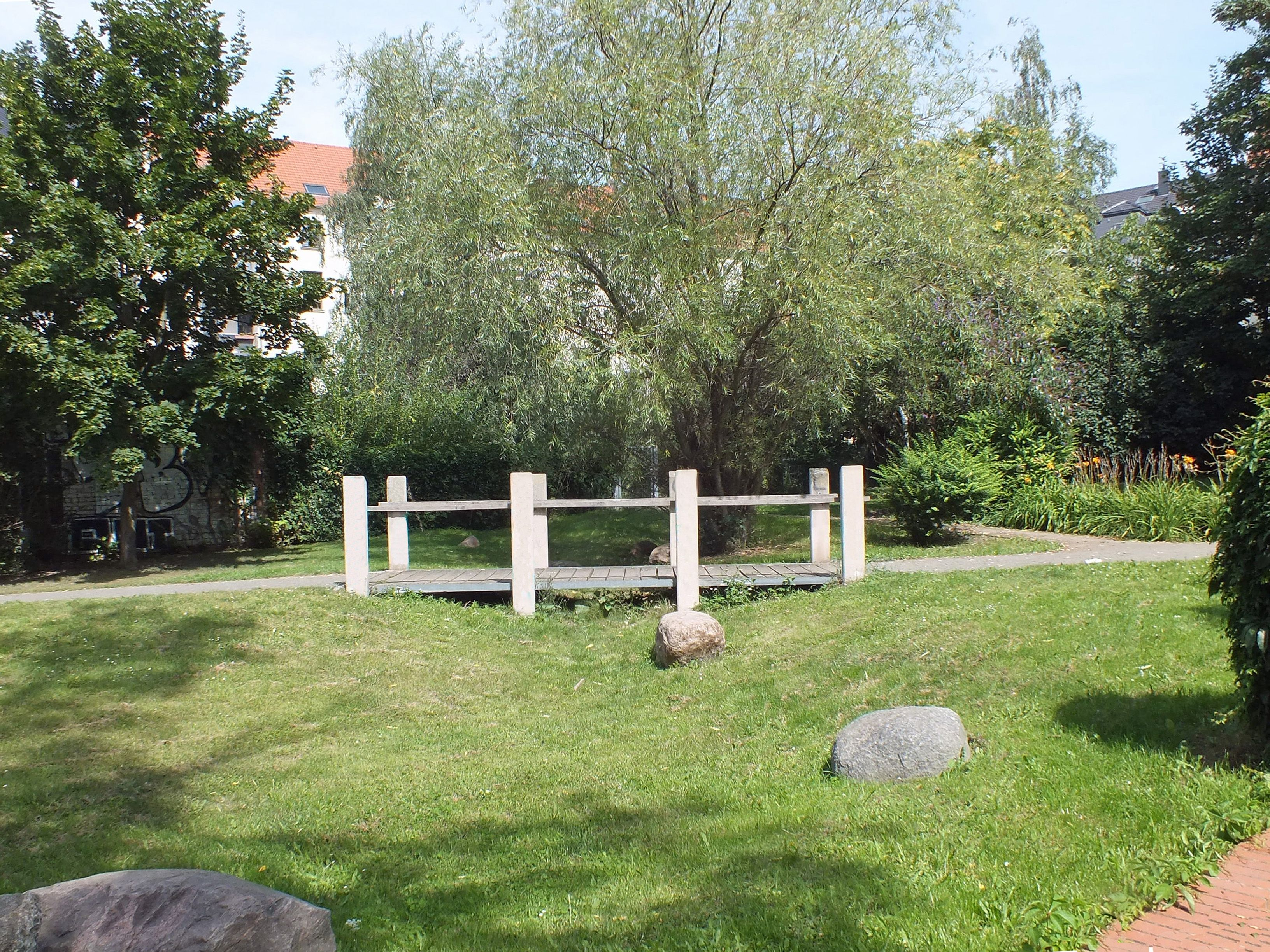
Markierung des ehemaligen Rietzschke-Verlaufs

Der Bernhardiplatz ist eine parkähnliche Anlage mit reichlichem Baumbestand. Die ältesten Bäume sind zwei Kanadische Pappeln von 1910 bzw. 1920, die am Zugang von der Marcusgasse stehen, welcher über dem ehemaligen Bett der Rietzschke verläuft. An geschwungen verlaufenden Promenadenwegen stehen Ruhebänke.
Im zentralen Teil liegt ein Spielplatz. Zu ihm gehören ein Kletter- und Rutschturm, eine Tischtennisplatte und eine Sandspielfläche. Am Südostrand befindet sich ein Streetballplatz.
Der Zugang von der leicht höher gelegenen Hermann-Liebmann-Straße führt durch drei pergolenartige Tore. Im Nordwesten des Platzes deutet eine kleine Brücke über einer Geländemulde den ehemaligen Verlauf der Rietzschke an.